# Каукана-Финајти-Казуце-Финајти Н. (Рагуза)
Каукана-Финајти-Казуце-Финајти Н. је насеље у Италији у округу Рагуза, региону Сицилија.
Према процени из 2011. у насељу је живело 501 становника. Насеље се налази на надморској висини од 14 м.